# Scottish Church College

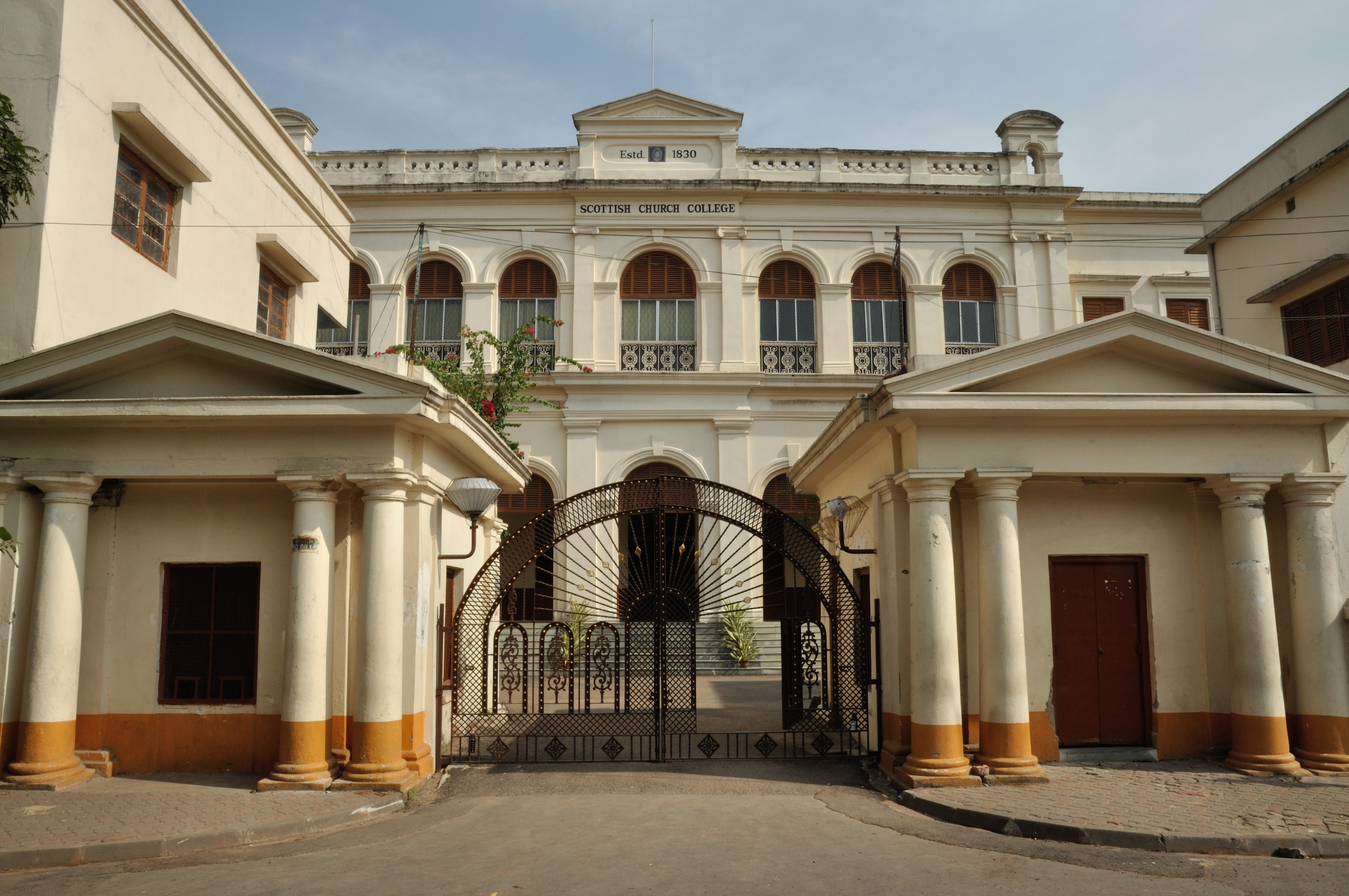
Scottish Church College (Eingang Urquhart Square)

Das 1830 gegründete Scottish Church College in Kolkata ist die älteste von der Kirche getragene wissenschaftliche Hochschule in Indien. In Zusammenarbeit mit dem West Bengal Board of Secondary Education, dem West Bengal Council of Higher Secondary Education und der Universität von Kolkata vergibt sie Diplome und veranstaltet post-Graduierten-Studien.
Bekannt ist sie für ihren schönen Campus, das intellektuelle Umfeld und die palladianische Architektur. Die Studenten und Absolventen nennen sich selbst Caledonians. Der Wahlspruch der Hochschule lautet: Nec Tamen Consumebatur, was bedeutet „brennend aber nicht verbraucht“.

## Bekannte Schüler (Auswahl)
- Chandramukhi Basu (1860–1944), eine der ersten beiden weiblichen Hochschulabsolventinnen im Britischen Empire und erste weibliche Direktorin des Bethune College in Kolkata
- Vivekananda (1863–1902), hinduistischer Mönch und Gelehrter
- Subhash Chandra Bose (1897–unbekannt, seit 18. August 1945 vermisst), Vorsitzender des Indischen Nationalkongresses
- A. C. Bhaktivedanta (1896–1977), Verfasser, Kommentator und Übersetzer
- Yogananda (1893–1952), Yoga-Meister, Philosoph und Schriftsteller.
- Mrinal Sen (1923–2018), Filmregisseur
- Buddhadeb Dasgupta (1944–2021), Filmregisseur
- Soumitra Chattopadhyay (1935–2020), Schauspieler
- Sunil Gangopadhyay (1934–2012), Schriftsteller
- Surya Shekhar Ganguly (* 1983), Schachgroßmeister